# 爆風消火
爆風消火（ばくふうしょうか）とは、爆弾を破裂させてその爆風で火を消す、あるいは周囲の物体を吹き飛ばして消火帯を作ることによって延焼を防ぐ消火方法である。

## 概要
強烈な爆風で火を吹き飛ばし、周囲を破壊することで破壊消火する。爆風を用いるために一瞬で消火が可能であり、森林火災や油田火災など大規模な火災を鎮火するのに用いられることがある。
通常の爆弾が用いられることもあるが、爆薬を使わずに衝撃波を発生して消火する場合もある。